# Protracheoniscus fontium
Protracheoniscus fontium är en kräftdjursart som beskrevs av Karl Wilhelm Verhoeff1930. Protracheoniscus fontium ingår i släktet Protracheoniscus och familjen Trachelipodidae. Inga underarter finns listade i Catalogue of Life.